# Mémorial de Burdett-Coutts
 (février 2025).
Si vous disposez d'ouvrages ou d'articles de référence ou si vous connaissez des sites web de qualité traitant du thème abordé ici, merci de compléter l'article en donnant les références utiles à sa vérifiabilité et en les liant à la section « Notes et références ».

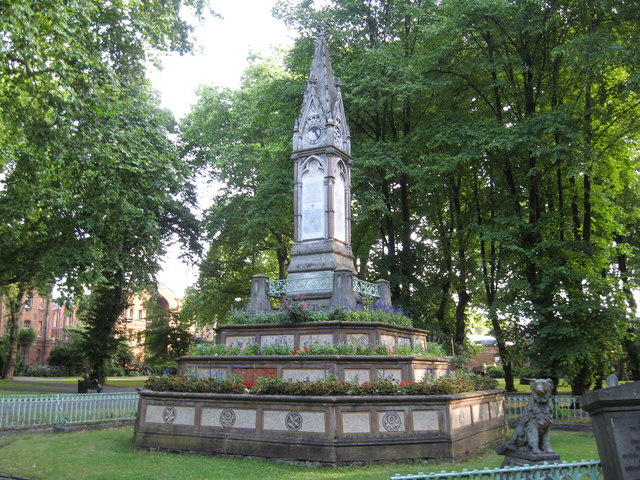
Mémorial de Burdett-Coutts, St. Pancras Gardens, Londres

Le mémorial de Burdett-Coutts est une structure construite dans le cimetière d'Old St. Pancras, à Londres, entre 1877 et 1879, à la demande de la baronne Burdett-Coutts. L'ancien cimetière comprenait le cimetière de St Giles-in-the-Fields, où de nombreux catholiques et émigrés français étaient enterrés. Le cimetière a été fermé aux enterrements en 1850, mais certaines tombes ont été détruites par la Midland Railway en 1865, dans le cadre des travaux de construction de son terminus à la gare de Saint-Pancras. Le cimetière est acquis par les autorités paroissiales en 1875 et rouvert en tant que parc public en juin 1877. Le haut mémorial gothique victorien est construit à partir de 1877 et inauguré en 1879. L'obélisque sert de mémorial aux personnes enterrées près de l'église et dont les tombes ont été détruites ; les noms de plus de 70 d'entre elles figurent sur le mémorial, notamment ceux du chevalier d'Éon, de John Soane, de John Flaxman, de John Gurney (en) et de Giacomo Leoni.
Le monument est conçu par George Highton de Brixton. Il est fabriqué par H. Daniel and Co., une entreprise de maçonnerie de Highgate, et comprend des sculptures en relief du Signor Facigna. Il se compose d'une haute tour carrée de style gothique décoré, surmontée d'un pinacle en calcaire de Portland portant un cadran solaire, soutenu par des colonnes en granit rose de Shap et en granit gris de Cornouailles de part et d'autre de quatre plaques de marbre portant des inscriptions, chacune étant surmontée d'un arc gothique tréflé autour d'une sculpture en relief (bustes de deux saints, saint Gilles et saint Pancrace, et de deux figures allégoriques représentant un Matin jeune avec un coq et une Nuit plus âgée avec une étoile et un croissant de lune). Les inscriptions sur quatre panneaux de marbre comprennent les Béatitudes de l'Évangile selon Matthieu, chapitre 5, versets 3 à 9, et un poème religieux.
La tour se dresse sur un socle carré en pierre de Portland, qui repose sur une base octogonale de trois marches en grès rouge de Mansfield. Les marches sont décorées de panneaux de mosaïque, principalement de fleurs stylisées. La structure est entourée de grilles en fer (en) qui créent une enceinte carrée, avec une statue d'animal en pierre de Portland à chacun des quatre coins, deux lions et deux chiens. Les chiens pourraient être inspirés de Greyfriars Bobby, ou peut-être d'un animal appartenant à Burdett-Coutts elle-même. Les grilles portent également une plaque en l'honneur de Johann Christian Bach, enterré dans une tombe d'indigent à proximité.
Le monument est classé Grade II en février 1993, puis Grade II* en septembre 2016. Le jardin lui-même est classé Grade II et comprend la tombe de John Soane. St Pancras Old Church est également classée Grade II*.

## Noms inscrits sur le mémorial
- Charles Louis Victor de Broglie (1765–1849)
- Chevalier d'Éon, Ministre plénipotentiaire français (1728–1810)
- Joseph Franz Xaver von Haslang (c.1700–1783)
- Louis Charles d'Hervilly, Maréchal de France (1756–1795)
- Pascal Paoli de Corse (1725–1807)
- Comte de Pontcarré (v. 1746–1810)
- Comte des Escotais (1746-1812)
- Michael Joanned Baptista, baron De Wenzel, occultiste à la cour de Hongrie († 1790)
- Charles Dillon (10e vicomte Dillon) (en) (1701–1741) et Frances, Lady Dillon (1670–1751)
- Arthur Richard Dillon, Archevêque de Narbonne (1721–1806)
- Lieutenant général Rufane Shaw Donkin (en) GCH, KCB, FRS, FRGS (1772–1841)
- Frances Doughty (1691–1763) fille de Sir Henry Tichborne (en)
- Guy Henry Marie Du Val, Marquis de Bonneval († 1863)
- Révérend Joseph Duncan († 1797)
- Sidly Effendi, ambassadeur ottoman au Royaume-Uni († 1811)
- John Flaxman, sculpteur (1755–1826)
- John Fleetwood, 5e baronnet († 1741)
- Phillippo Nepumuceno Fontanae, Ambassadeur de Sardaigne à la cour d'Espagne († 1793)
- Francis Pietri Fozano (v. 1748–1838)
- Claude Joseph Gabriel Le Vaulx, Maréchal de France († 1809)
- Bonaventure Giffard (en), évêque catholique (1642–1734) et Andrea Giffard († 1714)
- John Ernest Grabe, théologien anglican (1666–1711)
- Antoine Françoise, comte de Gramont († 1795)
- Sir John Gurney (en), Baron de l'Échiquier (1755–1845)
- Samuel Harrison (en), chanteur (1760–1812)
- Esme Howard de Norfolk, plus jeune fils d'Henry Howard (15e comte d'Arundel), (1647–1728) et sa femme Margaret Zukn (1646–1716)
- Jean-François Lamarche, comte de La Marche, évêque et comte de Léon (1729–1806)

Côté nord-ouest :
- Philippe Saint-Martin, comte de Front († 1812)
- Morris Leivesley, secrétaire du Foundling Hospital durant 54 ans († 1849)
- Giacomo Leoni, architecte (1686–1746)
- Ferdinand Lucchese, ambassadeur de Naples († 1790)
- Andres Marshall, physicien († 1813)
- Maurice Margarot (en), réformateur politique radical (1745–1815), et sa femme Élisabeth († 1841)
- Thomas Mazzinghi († 1775), violoniste, père du compositeur Joseph Mazzinghi (en)
- Isaac Ogden († 1819)
- Père O'Leary (en), (1729–1802)
- Joseph Alonzo Ortiz, consul général d'Espagne (v. 1753–1813)
- Stephen Paxton (en), musicien (1734–1787)
- Peter Pasqualino, musicien († 1766)
- Madeleine-Antoinette Pulcherie, marquise de Tourville (1756–1837)
- Maria Manuela Rapaol, native de Cordoue († 1839)
- Simon François Ravenet, graveur (1706–1764)
- Mary Slingsby (en), actrice (fl. 1670–1685–1693)
- John Soane , RA, FSA, FRS, architecte de la Banque d'Angleterre (1753–1837)
- Jeremiah Le Souef, vice-consul des États-Unis durant 20 ans (v. 1783–1837)
- Charles Henry Talbot, 1er baronnet, sa femme et d'autres membres de la famille Talbot (1720–1798)
- Henry Tempest, 3e baronnet († 1753)
- Manoel Viera, marchand portugais († 1783)
- John Walker auteur du Walker's Rhyming Dictionary (en) (1732–1807)
- Edward Walpole († 1740)
- John Webbe (v. 1760–1797) et sa femme Barbara († 1740)

Côté nord-est :
- Mary Dowager Lady Abergavenny († 1699)
- Francis Claud Amos († 1800)
- Thomas Arundell (1696–1752) et sa femme Anne († 1778)
- Claude Bigot de Sainte-Croix, ministre plénipotentiaire du roi de France en Suède (1744–1803)
- William Brett, artiste († 1828)
- Henry Burdett, orfèvre († 1736)
- Mary Burke, femme de John Burke, auteur de Burke's Peerage († 1846)
- Élisabeth Butler, fille de Marmaduke Langdale, 5e baron Langdale d'Holme († 1823)
- Élisabeth, comtesse de Castlehaven, fille d'Henry Arundell, 5e Baron Arundell de Wardour (en) (1693–1743)
- Tiberius Cavallo, scientifique (1749–1809)
- Amy Constable, fille d'Hugh Clifford, 2e baron Clifford de Chudleigh (en) (1705–1731)
- Catherine Constable (1762–1783)
- William Cummings, général (1761–1833)
- John Danby (en), compositeur (1757–1798)
- Alexandre-César d'Anterroches, évêque de Condom († 1793)
- Joseph Cayetano de Bernales, marchand espagnol (v. 1751–1825), et sa femme Élisabeth (1791–1823)

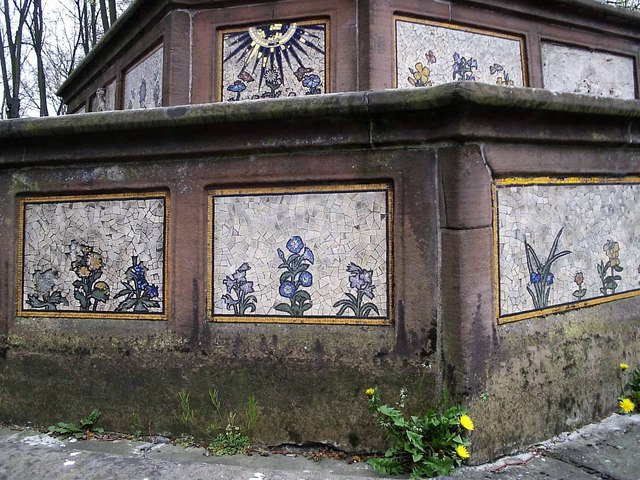
Détail des mosaïques
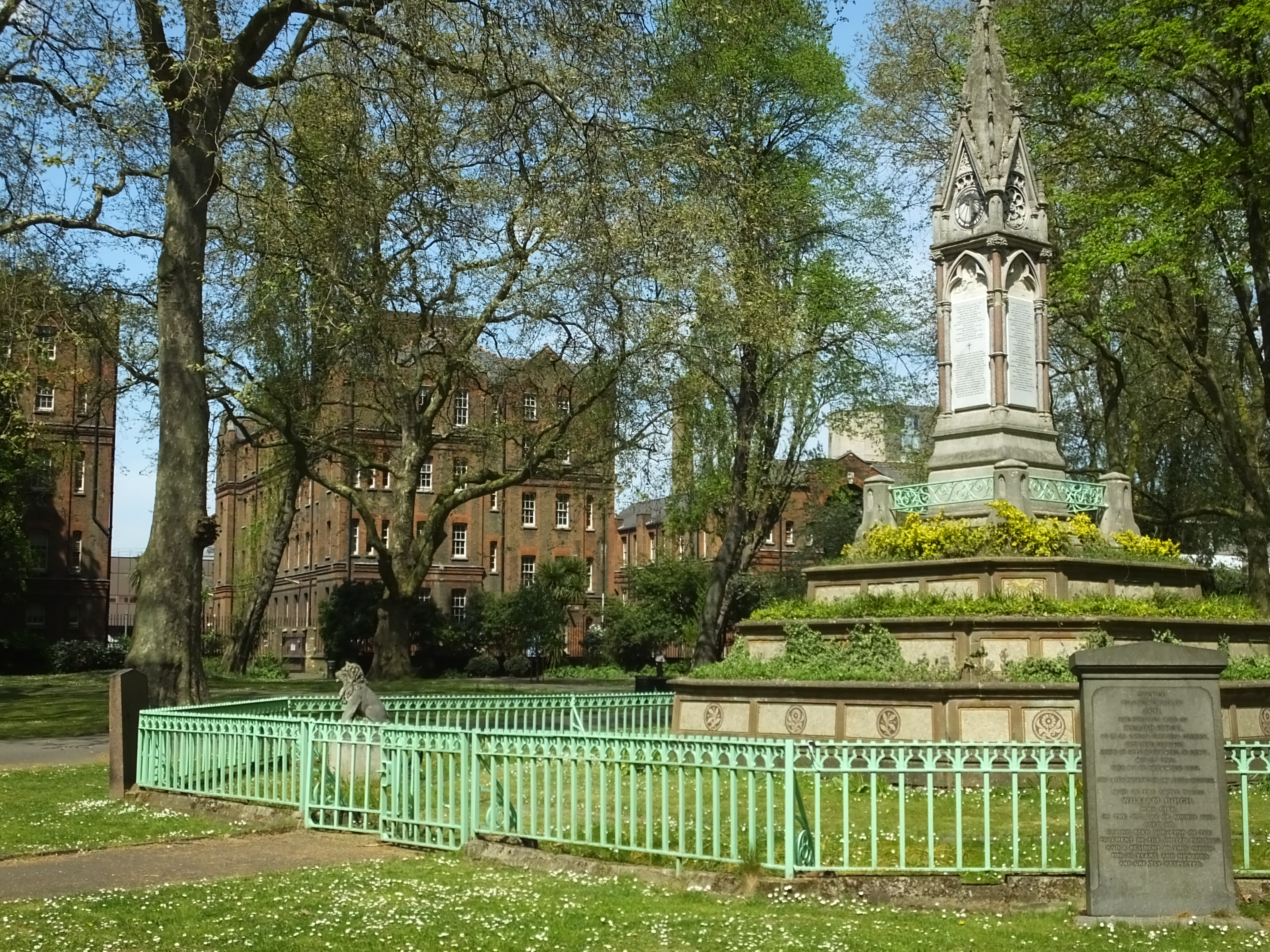
Grilles
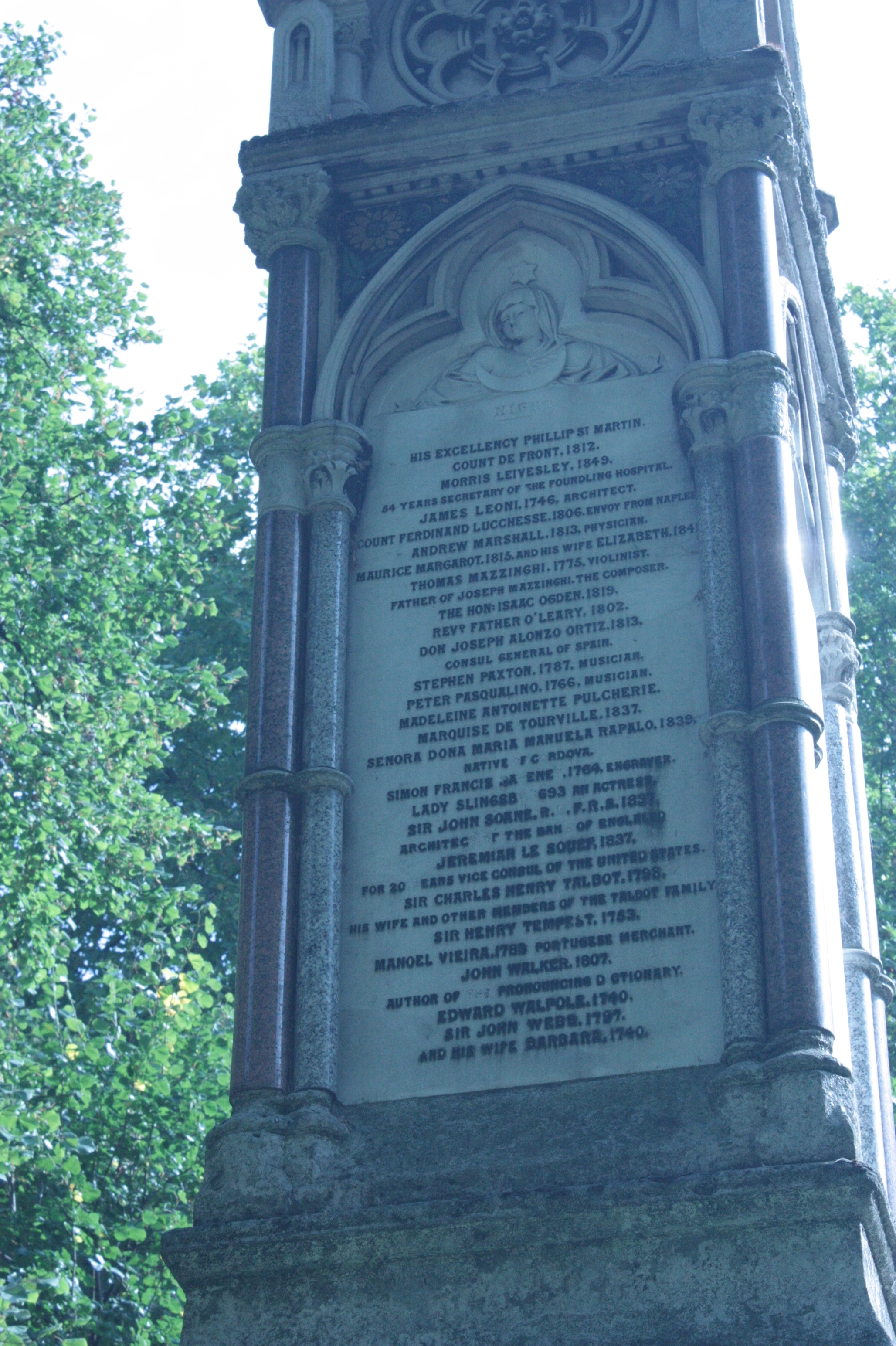
Inscription et buste de la Nuit
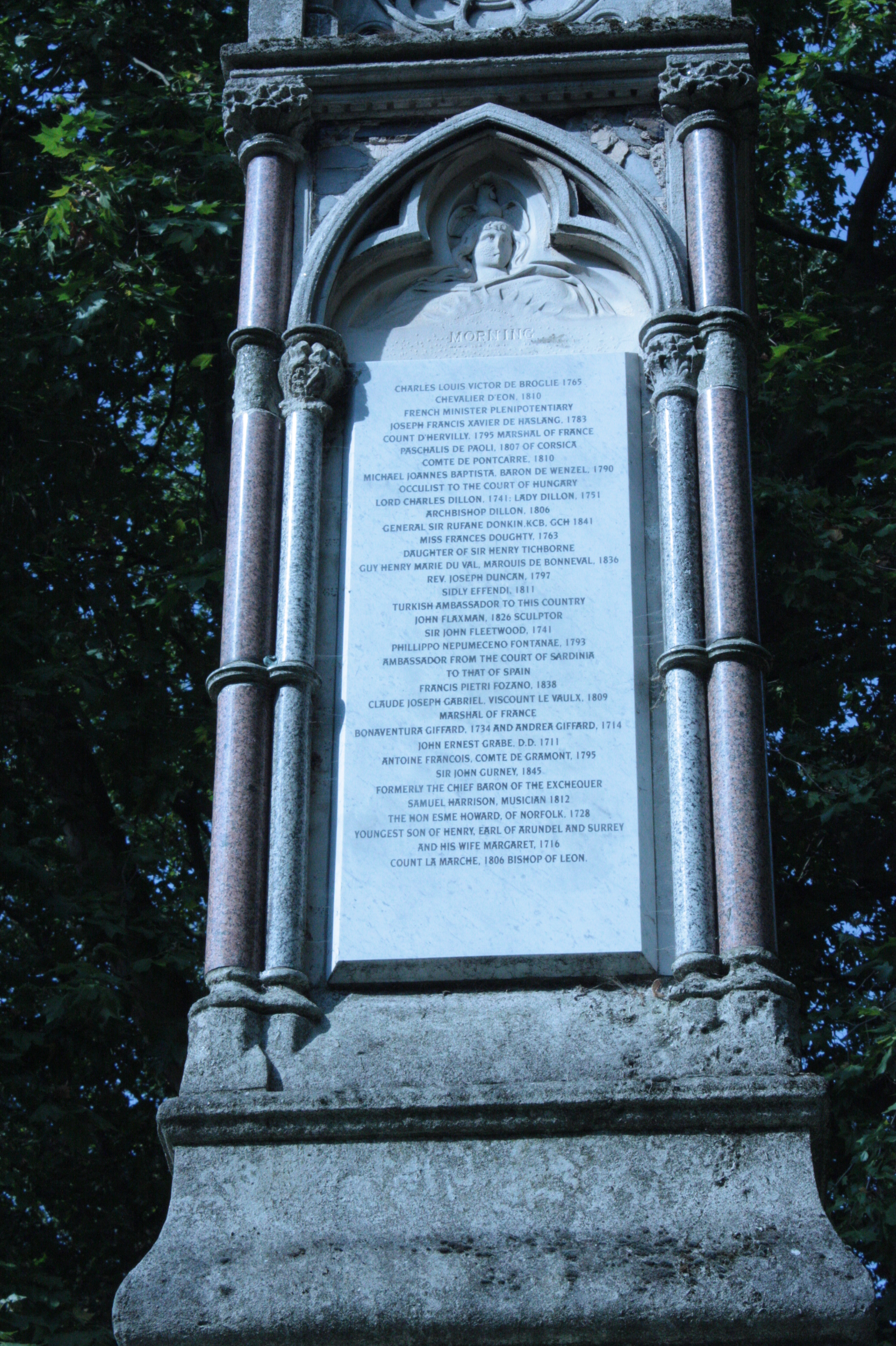
Inscription et buste du Matin
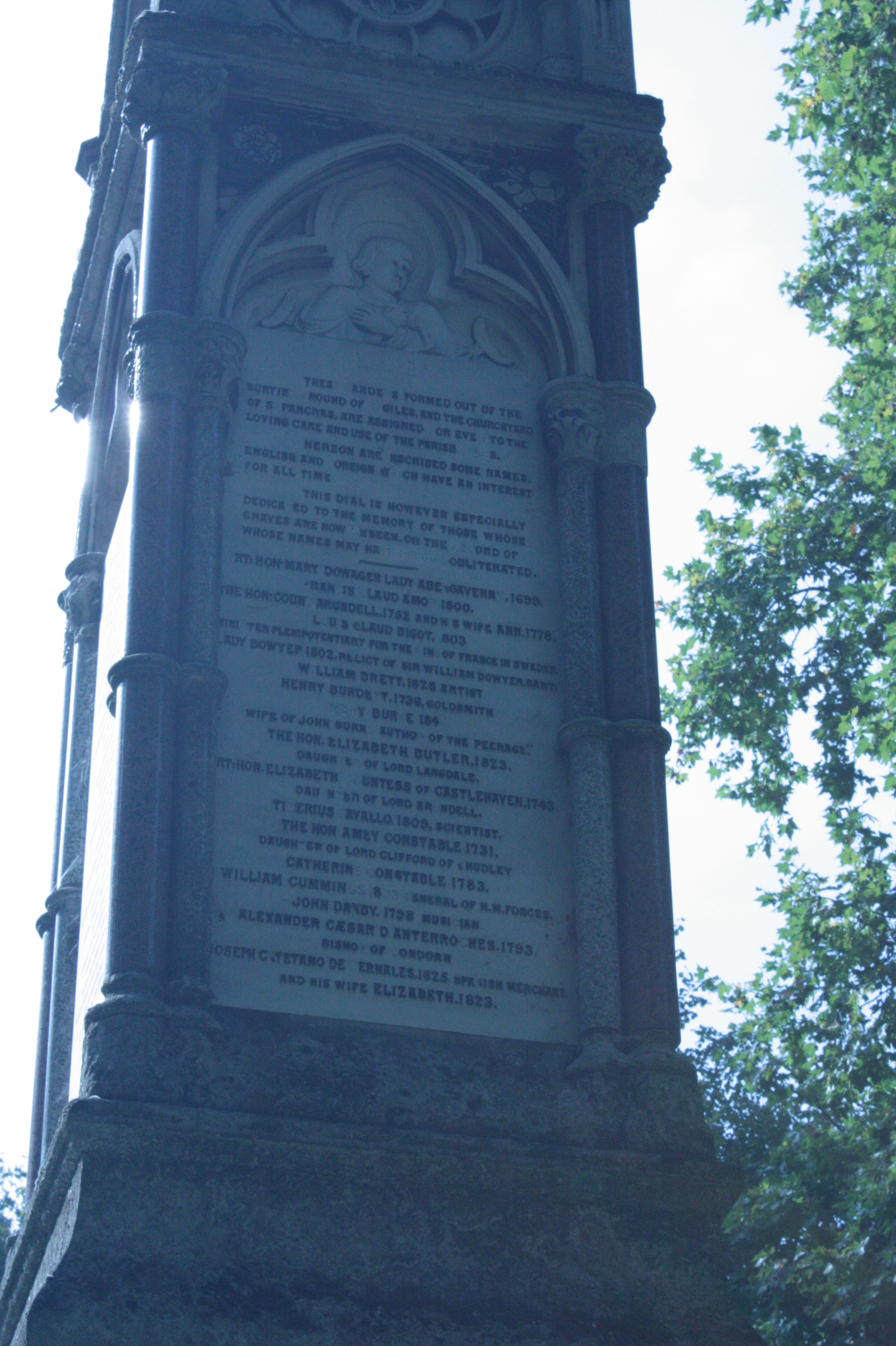
Inscription et buste de saint Gilles